# Lennart Alves
Lennart Alves, född 19 september 1971, är en svensk konstnär och kurator.
Lennart Alves, som bor och arbetar i Oskarström, har ställt ut i Charlottenborg i Köpenhamn, Eiðar Art Center på Island, Nordiska Akvarellmuseet i Skärhamn och Centro Cultural de Belém i Lissabon i Portugal. 
Han är bl.a. representerad vid Nordiska Akvarellmuseet, Hasselbladsstiftelsen, Statens konstråd, Region Skåne och Region Halland. Lennart Alves har varit intendent på Skånes konstförening, Nässjö konsthall och Borås konstmuseum.